# Kristl
Kristl je priimek več znanih oseb:

## Znani slovenski nosilci priimka
- Albin Kristl (*1960), farmacevt, univ. prof.
- Julijana Kristl (*1953), farmacevtka, univerzitetna profesorica
- Matjaž Kristl, kemik
- Stanko Kristl (1922—2024), arhitekt, akademik
- Zdenka Kristl Marinič, violončelistka
- Živa Kristl, arhitektka

## Znani tuji nosilci priimka
- Vlado Kristl (1923—2004), hrvaški filmski avtor, pesnik in slikar